# Consell de l'Estudiantat de les Universitats Catalanes
El Consell de l'Estudiantat de les Universitats Catalanes (CEUCAT) és el màxim òrgan de representació estudiantil de Catalunya. És un òrgan creat entre el Govern, Rectorats i estudiantat que té per objectiu defensar els drets de l'estudiantat, coordinar els i les representants d'estudiants de cadascuna de les dotze universitats catalanes, participar dels sistemes de garantia de la qualitat universitària, representar l'estudiantat davant l'administració catalana i actuar com a nexe entre el moviment estudiantil i les institucions.
Formen part del plenari l'equip de coordinació i el president o presidenta (o figura equivalent) i tres representants de cada Consell d'Estudiants. Així mateix, altres estudiants poden participar en projectes específics o col·laborar amb les tasques del Consell.
Des del mes de juny de 2022, la coordinadora de l'òrgan és Yolanda Souto Bonnin, estudiant de Filologia Catalana a la Universitat de Barcelona, i la secretaria recau en Berta Guinó Comas, estudiant de Dret i Ciències Polítiques a la Universitat de Girona.

## Històric de coordinadors del CEUCAT
| Núm. | Nom                     | Universitat                          | Període         |
| ---- | ----------------------- | ------------------------------------ | --------------- |
| 1    | Jordi Codony Gisbert    | Universitat Politècnica de Catalunya | 2011-2012       |
| 2    | Gemma Espigares i Tribó | Universitat de Lleida                | 2012-2014       |
| 3    | Lluís Forcadell-Díez    | Universitat de Barcelona             | 2014-2016       |
| 4    | Oriol Rivera            | Universitat Politècnica de Catalunya | 2016-2017       |
| 5    | Pau Parals Oliveras     | Universitat de Girona                | 2016-2020       |
|      | Vacant                  |                                      | 2020-2022       |
| 6    | Yolanda Souto Bonnin    | Universitat de Barcelona             | 2022-2023       |
| 7    | Pau Maza Díaz           | Universitat Politècnica de Catalunya | 2023-actualitat |